# Kinkri Devi
Kinkri Devi (1925 - 30 de diciembre de 2007) fue una activista y ambientalista india, que libróon una guerra contra la minería ilegal y la extracción de canteras en su estado natal de Himachal Pradesh . Ella nunca supo leer o escribir y aprendió a firmar con su nombre unos años antes de su muerte.
Se hizo conocida por su pobreza, que finalmente superó gracias a una organización benéfica de Himachal Pradesh con sede en Estados Unidos después de que leyeran un relato de un periódico punjabi sobre sus condiciones de vida.

## Niñez temprana
Devi nació en el pueblo de Ghaton en el distrito de Sirmaur en 1925. Su padre era un granjero sustituto de los dalit, o casta intocable.  Comenzó a trabajar como sirvienta durante su primera infancia y se casó con el trabajador en régimen de servidumbre Shamu Ram a los 14 años  Ram murió de fiebre tifoidea cuando ella tenía 22 años.
Mientras trabajaba en su nuevo labor como barredora, Devi notó que las canteras masivas en algunas partes de las colinas de Himachal Pradesh, dañaban el suministro de agua y destruían los arrozales. En este punto, Devi decidió hacerse cargo de la minería ella misma. 

## Activismo
Un grupo de voluntariado local, People's Action for People in Need, respaldó a Devi cuando presentó una demanda de interés público en el Tribunal Superior de Shimla contra 48 propietarios de minas. Ella acusó a los canteros de imprudencia en la extracción de piedra caliza, aunque el grupo negó todas las acusaciones en su contra, alegando que ella simplemente los estaba chantajeando. 
Su demanda prácticamente no obtuvo respuesta, por lo que Devi inició una huelga de hambre de 19 días afuera de la corte. Cuando el tribunal decidió abordar el tema, Devi se había convertido en una celebridad nacional.  El tribunal ordenó en 1987 una suspensión de la minería e impuso una prohibición total de las voladuras en las colinas.  Los propietarios de la mina apelaron ante la Corte Suprema de India, que rechazó su apelación en julio de 1995 
La entonces primera dama de Estados Unidos, Hillary Clinton, se interesó por ella, y ese mismo año fue invitada a asistir a la Conferencia Internacional de Mujeres en Beijing. Se le pidió que encendiera la lámpara al comienzo de las ceremonias y habló de la causa contra la que estaba luchando y cómo la gente común puede hacer un impacto. 
A pesar del fallo de la Corte Suprema, la minería ilegal aún continuó en las colinas y reservas forestales, aunque en una escala menor. Además de su ecologismo, uno de los otros esfuerzos de Devi fue hacer campaña para la creación de una universidad que otorgue títulos en Sangrah.  Afirmó que aunque no estaba bien que estudiara, no quería que "otros sufrieran como yo por falta de educación".

## Muerte
Devi murió el 30 de diciembre de 2007 en Chandigarh, India, a los 82 años Sigue teniendo vivos un hijo y 12 nietos. 

## Premios
- En 1999, Devi recibió el Stree Shakti .[2]